# Marcha del Silencio (Colombia)
La ''Marcha del silencio'', también conocida como "la Marcha Silenciosa" fue una manifestación política realizada el 7 de febrero de 1948 en Bogotá, Colombia. Impulsada por Jorge Eliécer Gaitán, jefe único del Partido Liberal, la marcha denunció la creciente violencia ejercida contra simpatizantes de su partido por miembros de la fuerza pública, militantes del Partido Conservador y del gobierno de Mariano Ospina Pérez, a partir de la posesión de este último el 7 de agosto de 1946. Los participantes debían guardar absoluto silencio, como expresión de duelo por las víctimas asesinadas por la Policía Política, "Popol" y en los enfrentamientos en varias regiones (Boyacá, Caldas, Tolima, Sumapaz y el Valle del Cauca, entre otras) entre liberales y conservadores.
Fue la manifestación más grande realizada hasta ese momento en Colombia. Aproximadamente 100 mil personas (en una ciudad que para la fecha tenía cerca de 400 mil habitantes) portando banderas y crespones negros, colmaron la Plaza de Bolívar y calles adyacentes. El único orador del día fue el propio Gaitán, quien pronunció un discurso conocido como Oración por la Paz dirigida al presidente Ospina Pérez:
"... Señor Presidente:  os pedimos cosa sencilla para la cual están de más los discursos. Os pedimos que cese la persecución de las autoridades y así os lo pide esta inmensa muchedumbre. Os pedimos pequeña y grande cosa: que las luchas políticas se desarrollen por cauces de constitucionalidad. Os pedimos que no creáis que nuestra tranquilidad, esta impresionante tranquilidad, es cobardía. Nosotros, señor Presidente, no somos cobardes: somos descendientes de los bravos que aniquilaron las tiranías en este piso sagrado. Pero somos capaces, señor Presidente, de sacrificar nuestras vidas para salvar la tranquilidad y la paz y la libertad de Colombia....".

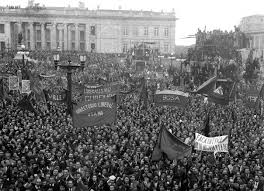
Plaza de Bolívar totalmente ocupada por los manifestantes, portando crespones negros, banderas y carteles que reivindicaban al Partido Liberal y a la figura icónica de Gaitán.

El impacto de la Manifestación del Silencio, no solo en Bogotá sino en todo el país, fue extraordinario, considerada como la más importante movilización político-social en la historia nacional hasta ese momento; sin embargo, no fue la única de gran impacto: en la propia Bogotá se había realizado días antes la Marcha de las Antorchas convocada también por Jorge Eliécer Gaitán.
El 15 de febrero, Jorge Eliécer Gaitán realiza en Manizales un discurso llamado "Oración por los Humildes" como homenaje a 20 liberales masacrados en el Departamento de Caldas. El 18 de marzo en vista de que el Gobierno permanecía inmóvil ante la ola de violencia partidista y como los hechos en Bucaramanga donde grupos no identificados atacaron a ciudadanos liberales, Gaitán decidió cortar su vínculo con el Liberalismo para pedir la inmediata renuncia de los ministros Como respuesta Mariano Ospina Pérez nombra a Laureano Gómez como ministro de Relaciones Exteriores. El 30 de marzo se inaugura en Bogotá la Novena Conferencia Panamericana, la cual es presidida por Laureano Gómez, quien veta a Gaitán y logra que se inviten únicamente a los dirigentes tradicionales del liberalismo. Finalmente Jorge Eliécer Gaitán sería asesinado el 9 de abril de 1948.

## Consecuencias
La marcha fue interpretada por los miembros de la oposición política como una provocación; de esa manera, se exacerbó el recelo contra Gaitán. El clima social y político se hizo más hostil; del mismo modo, el poder de convocar a las masas del líder liberal quedó demostrado, generando el temor entre sus opositores al ver que Gaitán, con el respaldo popular, podría llegar sin problemas a la presidencia en las elecciones de 1950. Esta fue la última manifestación política pública de importancia en la vida de Gaitán, quien sería asesinado el 9 de abril, dos meses después de la marcha, dando inicio a la violencia bipartidista en el país que, aún tiene consecuencias y repercusiones en la actualidad con el conflicto armado interno.

## Otras marchas del silencio y Conmemoraciones
Esta fue la primera marcha del silencio en Colombia, la segunda sería en 1989 tras el asesinato de Luis Carlos Galán que sería el inicio del movimiento de la séptima papeleta por la Constitución, y la tercera en 2016 tras la victoria del No en el plebiscito de los acuerdos de paz entre el Gobierno Colombiano y las FARC-EP.
El 9 de abril de 2008 con la conmemoración de los 60 años del asesinato de Jorge Eliécer Gaitán se realizó una marcha en Bogotá para conmemorar este acontecimiento y recordar su legado político.
El 25 de mayo de 2021, se desarrolló una denominada "marcha del silencio", por parte de uribistas contra las protestas en Colombia de 2021.
El 15 de junio de 2025, Se realizó una nueva "marcha del silencio", En rechazo al Intento de asesinato de Miguel Uribe Turbay. 